# Walter Süskind
Walter Süskind (Lüdenscheid, 29 oktober 1906 – Midden-Europa, 28 februari 1945) was een Joodse Duitser van deels Nederlandse afkomst die als medewerker van de Hollandse Schouwburg ongeveer 600 Joodse kinderen aan de Jodenvervolging heeft helpen ontsnappen.

## Biografie

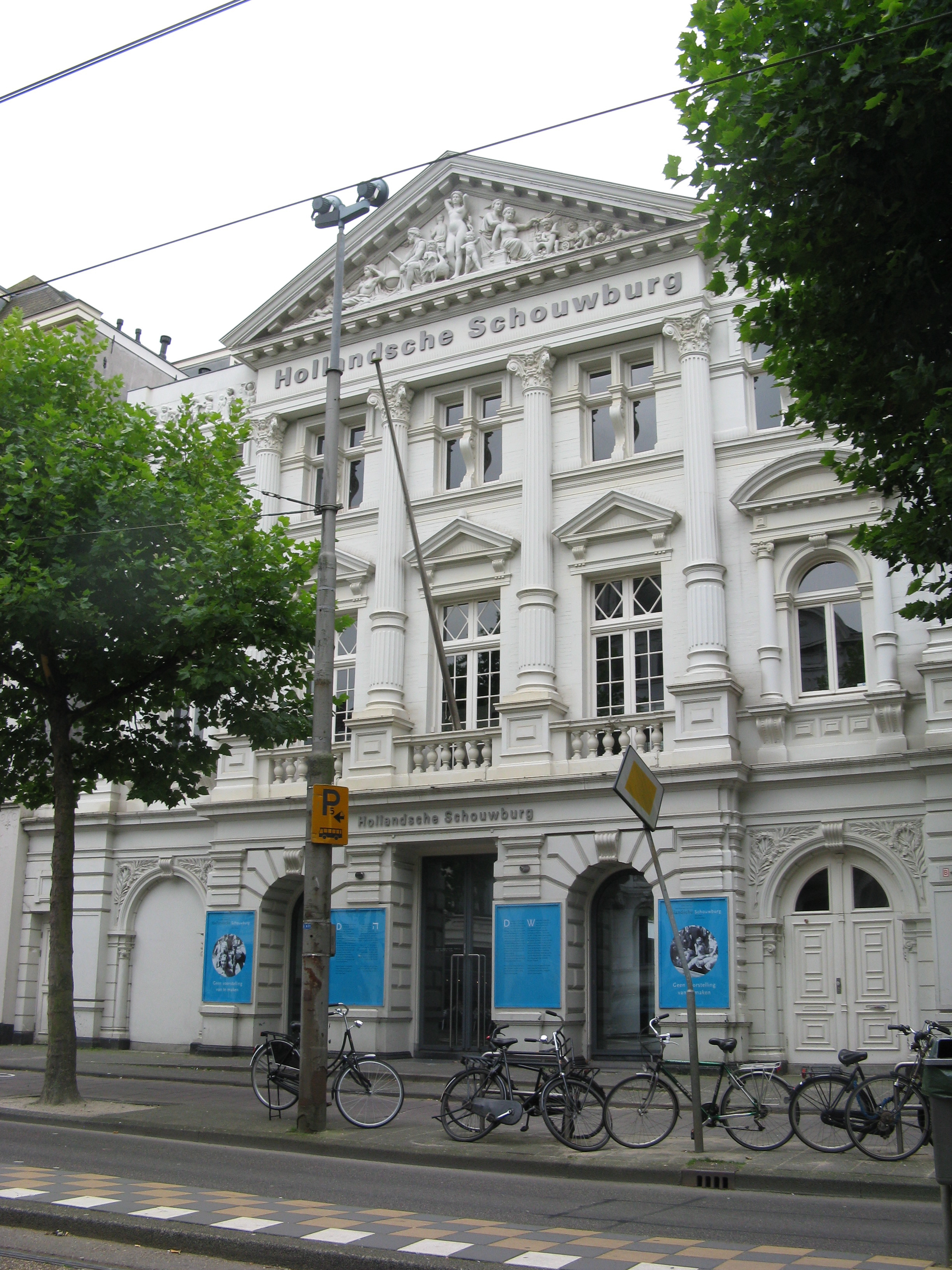
Hollandsche Schouwburg

Süskind groeide op in een gezin met twee broers en een pleegbroer. Hij woonde tot 1938 in Keulen, waar hij sinds 1929 werkzaam was als hoofd verkoop van de margarinefabriek Bolak voor de afzetgebieden Pruisen en Polen. Omdat hij twee Nederlandse grootouders had, bezat hij zowel de Duitse als Nederlandse nationaliteit. In zijn jeugd woonde hij 2 jaar in Oldenzaal van maart 1913 tot december 1915, waarna het gezin verhuisde naar het Duitse Gießen. 
In 1938 besloot hij vanwege het opkomende antisemitisme in Duitsland naar Nederland te verhuizen. Hij vestigde zich met zijn vrouw eerst in Bergen op Zoom, waar hij werkte als verkoper voor Unilever. Vanaf 1942 ging hij met zijn vrouw en inmiddels geboren dochtertje in Amsterdam wonen. Omdat de jodenvervolging inmiddels ook in Nederland was aangevangen, hoopte hij vandaaruit naar de Verenigde Staten te kunnen emigreren. Hij correspondeerde hierover met zijn oudere broer Robert, die in 1937 al daarheen was geëmigreerd.
Süskind was werkzaam als metaaldraaier in een machinefabriek in Amsterdam, maar kreeg vanwege zijn Joodse afkomst ontslag en vond daarna werk bij de Joodse Raad als chef bagage- en ordedienst. In die functie was hij de beheerder van de Hollandsche Schouwburg, waar Amsterdamse Joden zich moesten melden voordat ze doorgestuurd zouden worden naar het doorgangskamp Westerbork en daarna naar een vernietigingskamp.

## Kindersmokkel
Vanwege zijn vloeiende Duits en het feit dat hij destijds met de toen in Amsterdam werkzame SS-officier Ferdinand aus der Fünten op school had gezeten, vertrouwden de Duitsers hem en kon hij zonder argwaan te wekken de gegevens van geregistreerde Joodse kinderen vervalsen en ze laten onderduiken en ontsnappen via de nabijgelegen crèche op de Plantage Middenlaan 38 in Amsterdam.
Samen met de directrice van de crèche, Henriëtte Pimentel, en de Amsterdamse econoom Felix Halverstad, die ook in de Hollandsche Schouwburg werkte, werd een werkwijze opgezet om de kinderen er weg te krijgen. De baby's werden achterom door de tuin naar de Hervormde Kweekschool gebracht waarbij de directeur ervan, de latere politicus Johan van Hulst, meewerkte. Hiervandaan gingen ze in een tas, mand of rugzak naar buiten en werden per tram en trein naar Limburg, Drenthe en Friesland gebracht waar het verzet onderduikadressen regelde.
Halverstad en Süskind zorgden ervoor dat de inschrijvingen van de kinderen verwijderd werden uit de administratie. Dit werk gebeurde zonder dat de leiding van de Joodse Raad hiervan op de hoogte was. Gedurende de achttien maanden dat hij de schouwburg beheerde, moet hij met behulp van een aantal verzetsgroepen zeker 600 kinderen en ook een aantal volwassenen gered hebben van deportatie.

## Deportatie en overlijden

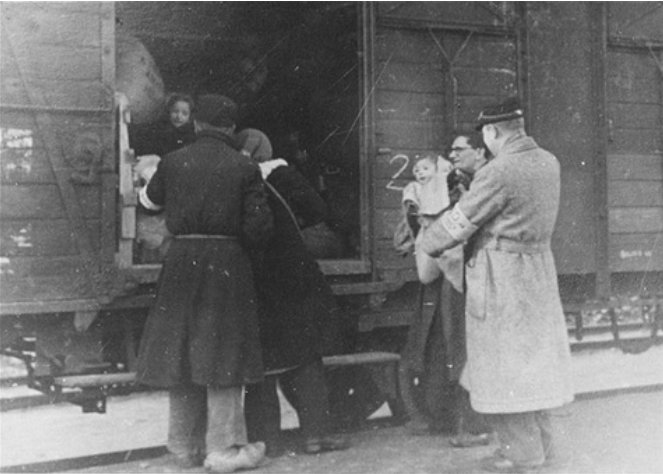
Deportatie via goederenwagons in Westerbork

Uiteindelijk moest het gezin Süskind zelf ook op transport naar Westerbork. Op 4 september 1944 werden ze vandaaruit op transport gezet naar Theresienstadt. Süskind had een vervalste brief van de nazi's bij zich, waarin stond dat hij voor hen onmisbaar was geweest en probeerde deze aan commandant Karl Rahm te overhandigen, maar dit hielp niet.
Ze werden op 23 oktober 1944 per goederenwagon op transport gesteld naar Auschwitz-Birkenau. Daar kwamen ze aan op 25 oktober en bij de selectie werd hij gescheiden van zijn vrouw en dochtertje. Deze gingen direct naar de gaskamer, terwijl Süskind zelf nog een tijdlang in het kamp verbleef. Süskind zelf stierf uiteindelijk rond 28 februari 1945 op een onbekende plek, mogelijk tijdens een van de transporten van kamp naar kamp, de zogenaamde dodenmarsen.

## Eerbetoon
Na de oorlog werd het werk van Süskind geëerd door een bronzen plaquette aan de huidige IVKO-school aan de Plantage Middenlaan 31-33. Hierop staat de tekst: "Aan allen die tijdens de Duitse bezetting hebben geholpen Joodse kinderen voor deportatie te behoeden. 1940-1945." Ook werd de ophaalbrug over de Nieuwe Herengracht bij de Hermitage in Amsterdam na de oorlog naar hem vernoemd. Op 15 januari 2012 ging de Nederlandse speelfilm Süskind van Rudolf van den Berg in première, die gebaseerd is op zijn leven.
Süskind, zijn vrouw en dochter staan ook geschreven op het Holocaust Namenmonument in Amsterdam.